# 영웅 온라인
《영웅 온라인》은 엠게임에서 개발하고 서비스하는 무협 3D 대규모 다중 사용자 온라인 롤플레잉 게임이다.